# Parigi-Nizza 1998
La Parigi-Nizza 1998, cinquantaseiesima edizione della corsa, si svolse dall'8 al 15 marzo su un percorso di 1295 km ripartiti in 8 tappe. Fu vinta dal belga Frank Vandenbroucke davanti al francese Laurent Jalabert, vincitore delle tre edizioni precedenti, e allo spagnolo Marcelino García Alonso. Vandenbroucke, così come Jalabert l'anno precedente, rimase in testa alla classifica per tutta la durata della competizione.

## Tappe
| Tappa  | Data     | Percorso                              | km    | Vincitore di tappa  | Leader cl. generale |
| ------ | -------- | ------------------------------------- | ----- | ------------------- | ------------------- |
| 1ª     | 8 marzo  | Suresnes > Parigi (cron. individuale) | 10.2  | Frank Vandenbroucke | Frank Vandenbroucke |
| 2ª     | 9 marzo  | Montereau > Sens                      | 170.2 | David Etxebarria    | Frank Vandenbroucke |
| 3ª     | 10 marzo | Sens > Nevers                         | 195.8 | Tom Steels          | Frank Vandenbroucke |
| 4ª     | 11 marzo | Nevers > Vichy                        | 194.5 | Tom Steels          | Frank Vandenbroucke |
| 5ª     | 12 marzo | Cusset > Col de la République         | 151.5 | Frank Vandenbroucke | Frank Vandenbroucke |
| 6ª     | 13 marzo | Montélimar > Sisteron                 | 188.7 | Andrei Tchmil       | Frank Vandenbroucke |
| 7ª     | 14 marzo | Sisteron > Cannes                     | 223   | Andrei Tchmil       | Frank Vandenbroucke |
| 8ª     | 15 marzo | Nizza > Nizza                         | 161.4 | Christophe Capelle  | Frank Vandenbroucke |
| Totale | Totale   | Totale                                | 1295  |                     |                     |

## Dettagli delle tappe

### 1ª tappa
- 8 marzo: Suresnes > Parigi (cron. individuale) – 10,2 km

| Pos. | Corridore           | Squadra       | Tempo  |
| ---- | ------------------- | ------------- | ------ |
| 1    | Frank Vandenbroucke | Mapei-Bricobi | 12'31" |
| 2    | Laurent Jalabert    | O.N.C.E.      | a 7"   |
| 3    | Bruno Boscardin     | Festina-Lotus | a 19"  |

| Pos. | Corridore           | Squadra       | Tempo  |
| ---- | ------------------- | ------------- | ------ |
| 1    | Frank Vandenbroucke | Mapei-Bricobi | 12'31" |
| 2    | Laurent Jalabert    | O.N.C.E.      | a 7"   |
| 3    | Bruno Boscardin     | Festina-Lotus | a 19"  |

### 2ª tappa
- 9 marzo: Montereau > Sens – 170,2 km

| Pos. | Corridore           | Squadra       | Tempo    |
| ---- | ------------------- | ------------- | -------- |
| 1    | David Etxebarria    | O.N.C.E.      | 4h25'24" |
| 2    | Lauri Aus           | Casino        | a 2"     |
| 3    | Frank Vandenbroucke | Mapei-Bricobi | a 5"     |

| Pos. | Corridore           | Squadra       | Tempo    |
| ---- | ------------------- | ------------- | -------- |
| 1    | Frank Vandenbroucke | Mapei-Bricobi | 4h37'53" |
| 2    | Laurent Jalabert    | O.N.C.E.      | a 12"    |
| 3    | Bruno Boscardin     | Festina-Lotus | a 27"    |

### 3ª tappa
- 10 marzo: Sens > Nevers – 195,8 km

| Pos. | Corridore           | Squadra       | Tempo    |
| ---- | ------------------- | ------------- | -------- |
| 1    | Tom Steels          | Mapei-Bricobi | 5h27'15" |
| 2    | Frédéric Moncassin  | Gan           | s.t.     |
| 3    | Gian Matteo Fagnini | Saeco         | s.t.     |

| Pos. | Corridore           | Squadra       | Tempo     |
| ---- | ------------------- | ------------- | --------- |
| 1    | Frank Vandenbroucke | Mapei-Bricobi | 10h04'52" |
| 2    | Laurent Jalabert    | O.N.C.E.      | a 11"     |
| 3    | Bruno Boscardin     | Festina-Lotus | a 29"     |

### 4ª tappa
- 11 marzo: Nevers > Vichy – 194,5 km

| Pos. | Corridore      | Squadra        | Tempo    |
| ---- | -------------- | -------------- | -------- |
| 1    | Tom Steels     | Mapei-Bricobi  | 5h08'43" |
| 2    | Andrei Tchmil  | Lotto-Mobistar | s.t.     |
| 3    | Stuart O'Grady | Gan            | s.t.     |

| Pos. | Corridore           | Squadra       | Tempo     |
| ---- | ------------------- | ------------- | --------- |
| 1    | Frank Vandenbroucke | Mapei-Bricobi | 15h13'35" |
| 2    | Laurent Jalabert    | O.N.C.E.      | a 11"     |
| 3    | Bruno Boscardin     | Festina-Lotus | a 29"     |

### 5ª tappa
- 12 marzo: Cusset > Col de la République – 151,5 km

| Pos. | Corridore               | Squadra       | Tempo    |
| ---- | ----------------------- | ------------- | -------- |
| 1    | Frank Vandenbroucke     | Mapei-Bricobi | 2h42'08" |
| 2    | Marcelino García Alonso | O.N.C.E.      | a 2"     |
| 3    | Alex Zülle              | Festina-Lotus | a 22"    |

| Pos. | Corridore               | Squadra       | Tempo     |
| ---- | ----------------------- | ------------- | --------- |
| 1    | Frank Vandenbroucke     | Mapei-Bricobi | 17h55'37" |
| 2    | Laurent Jalabert        | O.N.C.E.      | a 44"     |
| 3    | Marcelino García Alonso | O.N.C.E.      | a 46"     |

### 6ª tappa
- 13 marzo: Montélimar > Sisteron – 188,7 km

| Pos. | Corridore         | Squadra        | Tempo    |
| ---- | ----------------- | -------------- | -------- |
| 1    | Andrei Tchmil     | Lotto-Mobistar | 4h29'54" |
| 2    | Francisco Mancebo | Banesto        | a 2"     |
| 3    | José Luis Arrieta | Banesto        | s.t.     |

| Pos. | Corridore               | Squadra       | Tempo     |
| ---- | ----------------------- | ------------- | --------- |
| 1    | Frank Vandenbroucke     | Mapei-Bricobi | 22h25'32" |
| 2    | Laurent Jalabert        | O.N.C.E.      | a 43"     |
| 3    | Marcelino García Alonso | O.N.C.E.      | a 47"     |

### 7ª tappa
- 14 marzo: Sisteron > Cannes – 223 km

| Pos. | Corridore        | Squadra        | Tempo    |
| ---- | ---------------- | -------------- | -------- |
| 1    | Andrei Tchmil    | Lotto-Mobistar | 5h24'02" |
| 2    | Stephane Barthe  | Casino         | s.t.     |
| 3    | Laurent Jalabert | O.N.C.E.       | s.t.     |

| Pos. | Corridore               | Squadra       | Tempo     |
| ---- | ----------------------- | ------------- | --------- |
| 1    | Frank Vandenbroucke     | Mapei-Bricobi | 27h49'33" |
| 2    | Laurent Jalabert        | O.N.C.E.      | a 40"     |
| 3    | Marcelino García Alonso | O.N.C.E.      | a 48"     |

### 8ª tappa
- 15 marzo: Nizza > Nizza – 161,4 km

| Pos. | Corridore          | Squadra       | Tempo    |
| ---- | ------------------ | ------------- | -------- |
| 1    | Christophe Capelle | Cofidis       | 3h55'30" |
| 2    | Tom Steels         | Mapei-Bricobi | s.t.     |
| 3    | Jay Sweet          | Big Mat       | s.t.     |

| Pos. | Corridore               | Squadra       | Tempo     |
| ---- | ----------------------- | ------------- | --------- |
| 1    | Frank Vandenbroucke     | Mapei-Bricobi | 31h45'03" |
| 2    | Laurent Jalabert        | O.N.C.E.      | a 40"     |
| 3    | Marcelino García Alonso | O.N.C.E.      | a 48"     |

## Classifiche finali

### Classifica generale
| Pos. | Corridore                | Squadra            | Tempo     |
| ---- | ------------------------ | ------------------ | --------- |
| 1    | Frank Vandenbroucke      | Mapei-Bricobi      | 31h45'03" |
| 2    | Laurent Jalabert         | O.N.C.E.           | a 40"     |
| 3    | Marcelino García Alonso  | O.N.C.E.           | a 48"     |
| 4    | Alex Zülle               | Festina-Lotus      | a 59"     |
| 5    | Rodolfo Massi            | Casino             | a 1'11"   |
| 6    | Christophe Moreau        | Festina-Lotus      | a 1'14"   |
| 7    | Mikel Zarrabeitia Uranga | O.N.C.E.           | a 1'15"   |
| 8    | Laurent Dufaux           | Festina-Lotus      | a 1'19"   |
| 9    | Peter Luttenberger       | Rabobank           | s.t.      |
| 10   | Roberto Heras            | Kelme-Costa Blanca | a 1'45"   |